# Felinia kebea
Felinia kebea là một loài bướm đêm trong họ Erebidae.